# Krishnah Gravidez

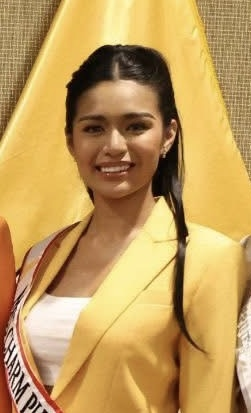
Gravidez im Jahr 2023

Krishnah Marie Estacio Gravidez (* 11. Oktober 2000 in Santiago, Ilocos Sur) ist ein philippinisches Model und Schönheitswettbewerbspreisträgerin, die zur „Miss World Philippines 2024“ gekrönt wurde. Beim „Miss-World-2025-Wettbewerb“ kam sie unter die 8 Finalistinnen und wurde zur Kontinentalkönigin von Asien ernannt. Zuvor vertrat sie Baguio bei der Wahl zur „Miss Universe Philippinen 2023“ und landete unter den ersten fünf Finalistinnen. Später wurde sie zur Delegierten der Philippinen für den „Miss Charm-Wettbewerb“ ernannt, zog sich jedoch zurück, um an der Wahl zur „Miss World Philippinen 2024“ teilzunehmen, wo sie zur Siegerin gekrönt wurde.

## Leben und Karriere

### Frühes Jahre und Ausbildung
Krishnah Gravidez wurde 2000 in Santiago, Ilocos Sur geboren. Ihr Name Krishnah wurde ihr von ihrem Vater gegeben und setzt sich aus „Kristo“ (Jesus Christus) und „Noah“ (Arche Noah) zusammen.
Mit 14 Jahren begann sie zu arbeiten, um ihre Ausbildung zu finanzieren, indem sie zunächst Kosmetiksets online verkaufte. Mit 16 Jahren arbeitete sie als Köchin in einem Burgerladen. Sie arbeitete auch als virtuelle Assistentin, Werbespezialistin und Content-Redakteurin.
Zunächst studierte Gravidez Wirtschaftsingenieurwesen an der „Saint Louis University“ in Baguio, bevor sie an die „University of Northern Philippines“ in Vigan, Ilocos Sur, wechselte, um Bauingenieurwesen zu studieren.

### Miss Universe Philippines 2023
Am 18. Februar 2023 wurde Gravidez als eine der 40 Delegierten des Schönheitswettbewerbs „Miss Universe Philippines 2023“ vorgestellt und vertrat Baguio, nachdem sie zur „Miss Baguio 2022“ gekrönt worden war. Sie erhielt positives Feedback für ihre Leistung in den Vorrunden, insbesondere im Badeanzug-Wettbewerb. Beim nationalen Kostümwettbewerb trug sie ein von Strawberry inspiriertes Design von Erjohn dela Serna, gefertigt aus Cordilleran-Textilien, was ihr die Auszeichnung „Tingog ng Filipina“ für Luzon einbrachte.
In der Krönungsnacht gewann sie die Auszeichnung „Best in Swimsuit“ und landete unter den Top 5 der Finalistinnen,  wobei Michelle Dee aus Makati den Titel gewann. Während der abschließenden Fragerunde betonte sie die Bedeutung von Freundlichkeit und beschrieb sie als eine transformierende Kraft, die ihr half, Herausforderungen zu meistern und anderen positive Energie zu vermitteln.
Nach ihrem Auftritt wurde Gravidez in einer Zeremonie im Okada Manila zur „Miss Charm Philippines 2024“ ernannt. In Anerkennung ihres neuen Titels erließ die Stadtregierung von Baguio eine Resolution und organisierte eine Autokolonne zu ihren Ehren. Am 23. Mai 2024 krönte Gravidez ihre Nachfolgerin Cyrille Payumo aus Pampanga zur neuen „Miss Charm Philippines“.

### Miss World Philippines 2024
Als „Miss Charm Philippines 2023“ sollte Gravidez die Philippinen ursprünglich beim Schönheitswettbewerb „Miss Charm 2024“ in Vietnam vertreten. Aufgrund von Unsicherheiten im Zusammenhang mit der Veranstaltung gab sie jedoch am 2. Juni 2024, über ein Jahr nach ihrer Ernennung, ihren Rückzug bekannt.
Am folgenden Tag wurde sie als Teil der zweiten Kandidatengruppe für „Miss World Philippinen 2024“ vorgestellt, wo sie als Delegierte für Baguio bestimmt wurde.
In einem Interview mit dem Philippine Daily Inquirer gab sie bekannt, dass sie vom akkreditierten Partner des Schönheitswettbewerbs für Baguio eingeladen worden war, die Stadt beim nationalen Wettbewerb zu vertreten.
Bei der Wohltätigkeitsgala am 18. Juli 2024 gewann Gravidez vier Sonderpreise. Am folgenden Tag gewann sie während des Schönheitswettbewerbs in der SM Mall of Asia Arena mehrere Preise, darunter „Miss Photogenic“, „Best in Swimsuit“ und „Beste im Evening Gown“ – zusammen mit sieben Sonderpreisen der Sponsoren.
Gravidez sicherte sich einen Platz in den Top 20 durch die Fast-Track-Challenges von Top Model und Miss Multimedia. Anschließend gelangte sie in die Top 10, wo sie gefragt wurde, ob Inklusivität bei Schönheitswettbewerben Priorität haben sollte. Sie antwortete, indem sie die Bedeutung von Schönheitswettbewerben als Plattformen für Interessenvertretung und die Notwendigkeit, sich an eine sich entwickelnde Welt anzupassen, hervorhob.
Am Ende der Veranstaltung wurde sie von ihrer Vorgängerin Gwendolyne Fourniol und Krystyna Pyszková, „Miss World 2023“, zur „Miss World Philippines 2024“ gekrönt.

### Miss World 2025
Gravidez vertrat die Philippinen bei der Miss World 2025 in Telangana, Indien.
Zur Krönungsnacht trug sie ein weiß-silbernes Kleid, das von Rian Fernandez entworfen worden war.
Sie schaffte es in die Top 8 und war eine der letzten beiden Anwärterinnen auf den Titel „Miss World Asien und Ozeanien“. Während der Frage-und-Antwort-Runde sprach sie über den Wert der Verbundenheit und reflektierte über die Eigenschaften, die sie bei anderen Kandidatinnen beobachtet hatte, darunter Problemlösungsfähigkeiten, Sanftmut, Belastbarkeit und Wärme, die ihrer Aussage nach zu ihrer persönlichen Entwicklung beigetragen haben.
Am Ende der Veranstaltung landete sie wieder unter den Top 8 Finalistinnen. Suchata Chuangsri aus Thailand erhielt den kontinentalen Titel und wurde später zur „Miss World 2025“ gekrönt. Infolgedessen erhielt sie den Titel „Miss World Asia“. Ihre Leistung markierte die jüngste höchste Platzierung der Philippinen bei der Miss World, seit Michelle Dee 2019 die Top 12 erreichte.

### Soziales Engagement
Gravidez gründete die gemeinnützige Organisation Colors of Kindness, die sich für das Wohl von Kindern und Jugendlichen einsetzt.